# 8072 Yojikondo
8072 Yojikondo eller 1981 GO1 är en asteroid i huvudbältet som upptäcktes den 1 april 1981 av Harvard College Observatory. Den är uppkallad efter Yoji Kondo.
Asteroiden har en diameter på ungefär 4 kilometer och den tillhör asteroidgruppen Nysa.